# 意大利广场 (罗马)
意大利广场（Foro Italico），是位于意大利罗马的一个体育综合体，位于马里奥山的斜坡上。它建于1928年和1938年之间，最初叫做墨索里尼广场（Foro Mussolini）（字面意思是墨索里尼的论坛），由恩里克·德尔德比和路易吉·莫雷蒂设计。它的设计灵感来自帝国时代的古罗马广场，被誉为「墨索里尼建造的意大利法西斯建筑的杰出范例」。这个建筑最初打算用作由意大利法西斯组织的1948年夏季奥林匹克运动会的比赛场馆，本届奥运会本应该在罗马举行。

## 历史

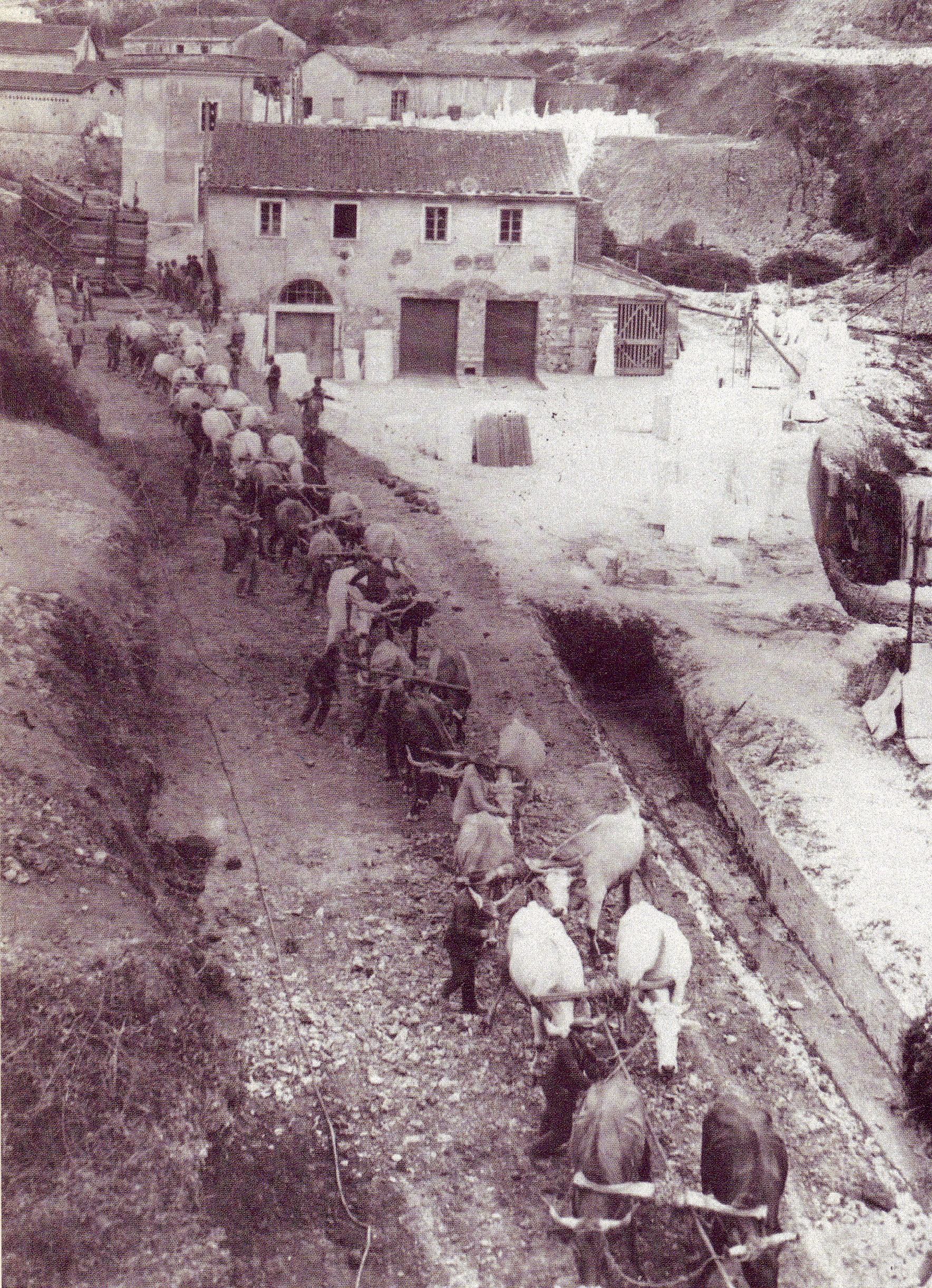
将意大利广场的石碑运到上船地点。石碑被拖到菲乌米奇诺的浮桥上，然后沿着台伯河由牛拖到岸上。这是罗马最后一次使用大型内河运输。

意大利广场的第一批建筑于1932年11月4日落成：包含了H宫，即法西斯体育学校的所在地；所谓的「巨石」（Monolith）即马尔米体育场；以及西普雷西体育场（Stadio dei Cipressi），在过去它被叫做世纪广场体育场（Stadio dei Centomila），即现在的罗马奥林匹克体育场。
从1936年开始，直到1941年，路易吉·莫雷蒂制定了新设计方案，在纳入德尔德比原来城市规划的同时，并打算将广场向托迪昆托方向扩展，但这些设计从未付诸实施。

## 详情
广场的主入口在东南方向，和奥斯塔公爵桥连成一条直线，形成一条宽阔的大道，它完全被黑色和白色方块组成的马赛克覆盖着，入口处耸立着一个巨大的方尖碑，高17.5米（不包括底座），用卡拉拉大理石雕刻，被称为墨索里尼纪念碑（Stele Mussolini）。
该设施的雕像装饰由意大利各省捐赠，代表了各种体育活动：例如投掷标枪的雕像是由佩魯賈省捐赠的，而代表被称作的 "带手镯的球"（一种古老的文艺复兴时期的游戏）的雕像则是由弗利-切塞納省捐赠的。
在羅馬奧林匹克球場附近有一座法尔内西纳宫，自1959年以来一直是意大利外交部的所在地，由赢得建筑设计竞赛的建筑师们设计：恩里克·德尔德比、阿纳尔多·福斯尼（Arnaldo Foschini）、维托里奥·巴利奥·莫普尔戈。
意大利广场是众多体育场馆的所在地，如罗马最大的体育设施——羅馬奧林匹克球場，华丽的马尔米体育场，以及作为意大利国家奥林匹克委员会所在地的相邻建筑（最初是为法西斯男子体育教育学校而建）。另外还包括一个为1960年夏季奥林匹克运动会建造的水上运动场馆，即奥林匹克游泳馆和一个网球中心。
网球中心是一个广泛的区域，共有11个红土网球场，其中8个用于正式比赛，其余用于训练目的。目前有三个可供表演和比赛的大球场：主球场以前可以容纳8000名观众，后来为了2010年的比赛建造了一个新的中心球场（Campo Centrale），可以容纳10400名观众。其他的大型球场是超级网球体育场（Supertennis Arena）和有3500个座位的彼得兰杰利体育馆（Stadio Pietrangeli）（以前也被叫做Pallacorda）。
意大利广场曾举办过很多重要的活动，最引人注目的是1960年夏季奥林匹克运动会。网球中心每年都会举办意大利公开赛（又称罗马大师赛），级别上属于顶级的ATP1000大师赛和WTA1000巡回赛。自2012年以来，奥林匹克体育场主办了六國橄欖球錦標賽中意大利国家橄榄球队的主场比赛。其他现场活动如音乐会也在综合体的各个场地举行。
41°55′52″N 12°27′23″E / 41.9312°N 12.4565°E

### 体育设施

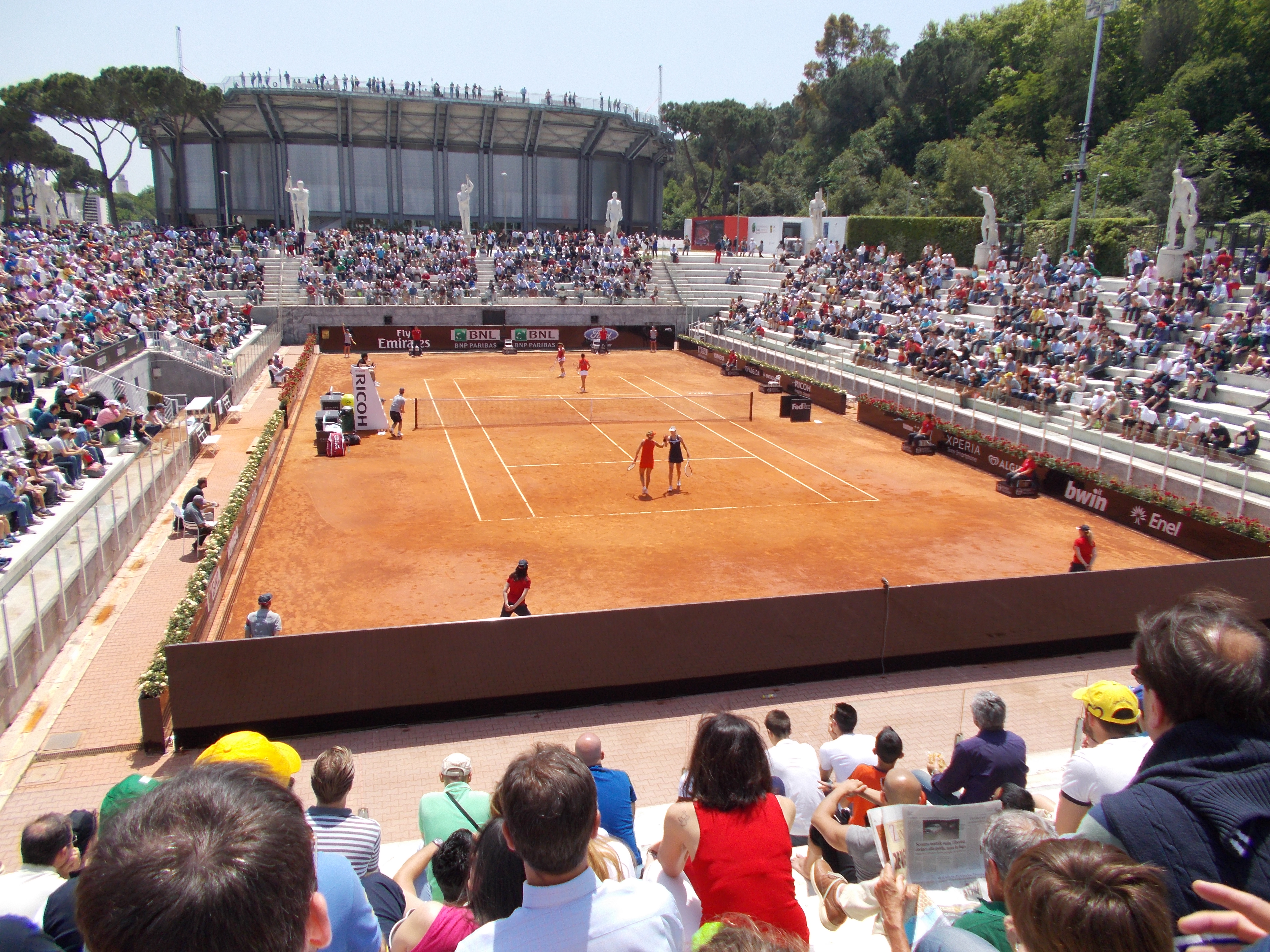
彼得兰杰利体育馆

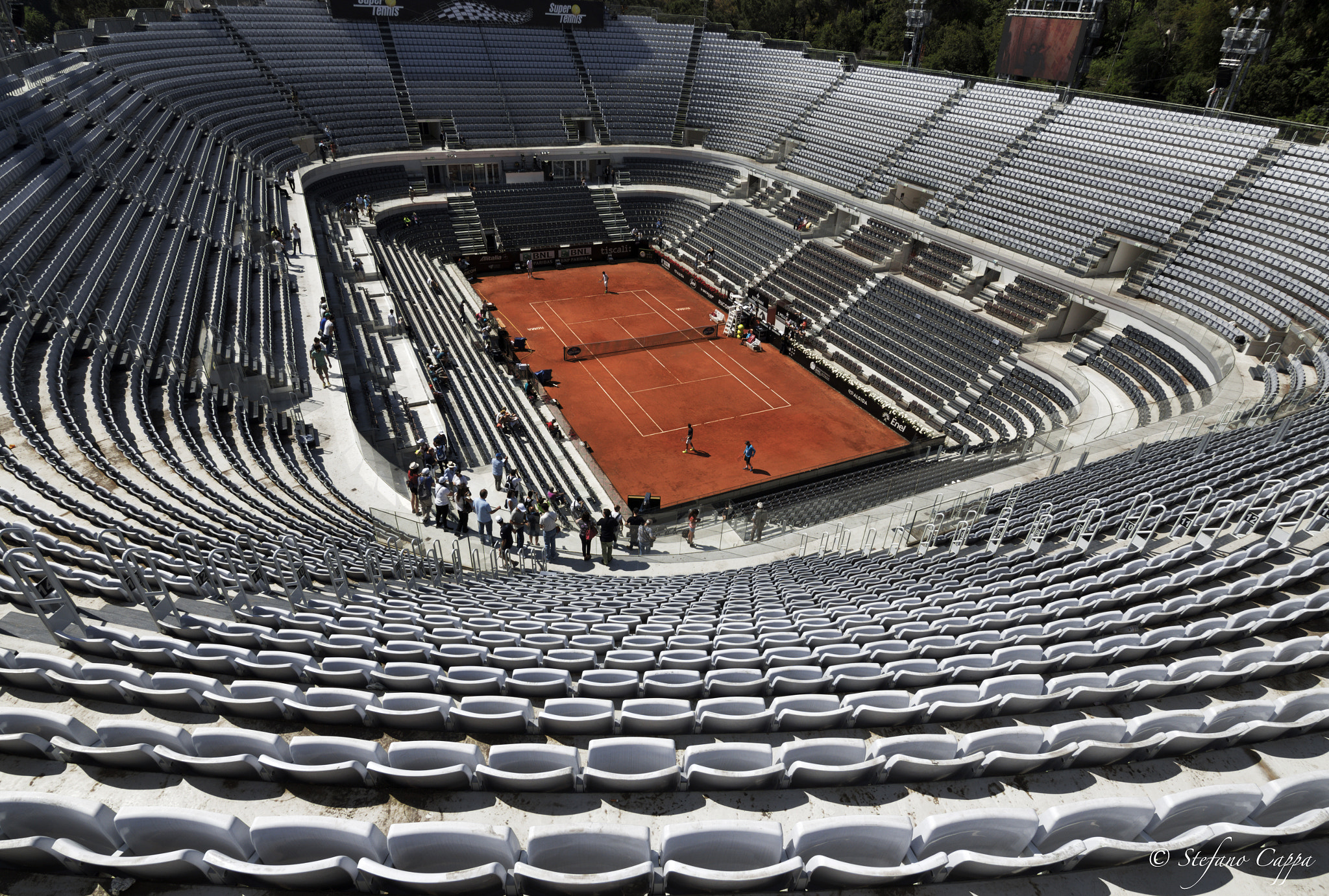
网球中央球场

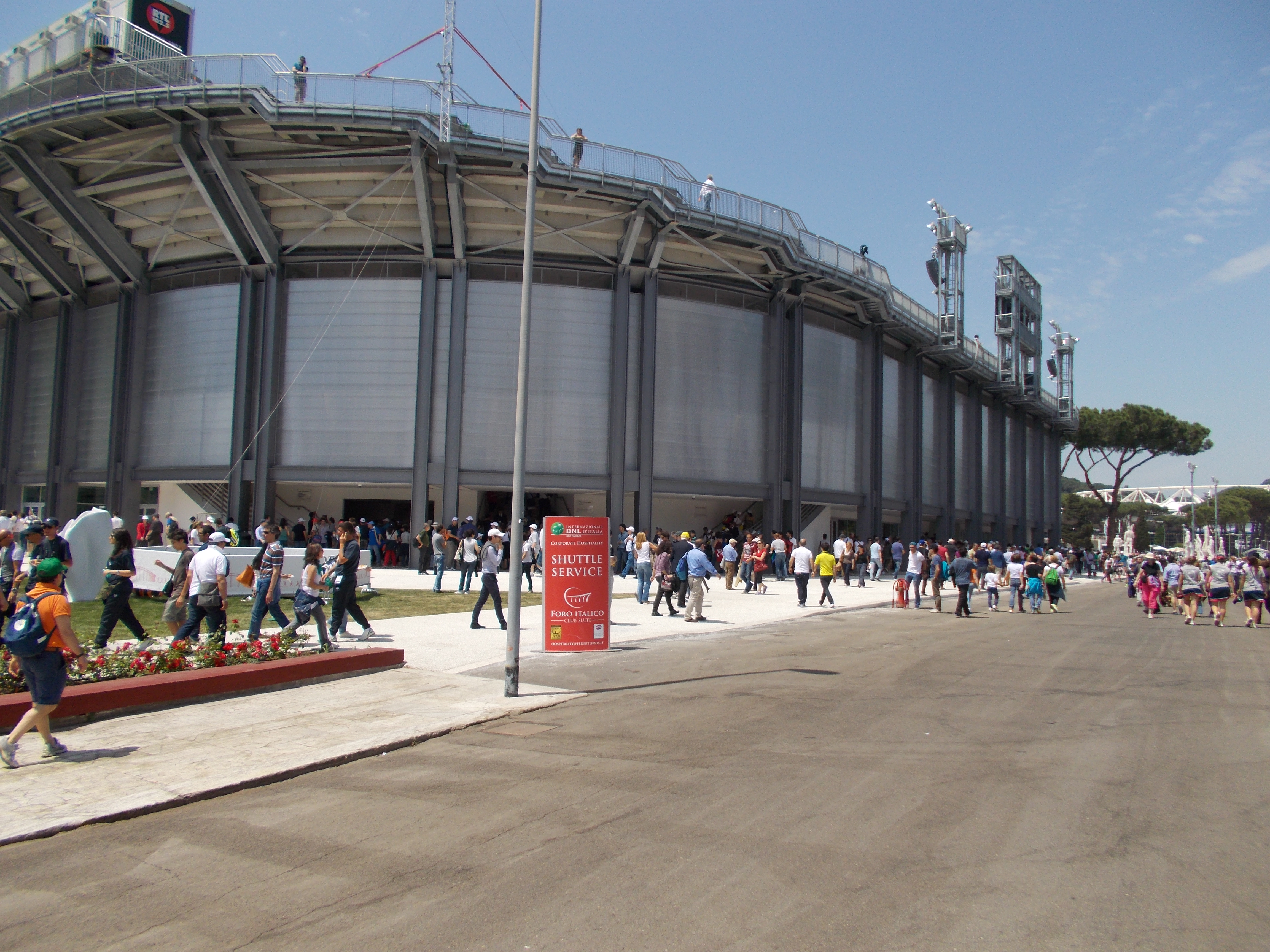
中心球场

- 羅馬奧林匹克球場
- 马尔米体育场（英语：Stadio dei Marmi）
- 罗马网球场（英语：Stadio del tennis di Roma）
- 奥林匹克游泳馆

### 国际体育赛事
- 1960, 1960年夏季奥林匹克运动会
- 1968, 1968年欧洲足球锦标赛
- 1974, 1974年欧洲田径锦标赛
- 1980, 1980年欧洲足球锦标赛
- 1983, 1983年欧洲游泳锦标赛
- 1987, 1987年世界田径锦标赛
- 1990, 1990年国际足联世界杯
- 1994, 1994年世界游泳锦标赛
- 2009, 2009年世界游泳锦标赛
- 2011, 2011年世界沙滩排球锦标赛
- 2021, 2021年世界街头滑板锦标赛
- 2021, 2020年欧洲足球锦标赛
- 2022, 2022年欧洲游泳锦标赛
- 2024, 2024年欧洲田径锦标赛